# ۴۹۳ (قمری)
۴۹۳ (قمری)، چهارصد و نود و سومین سال در گاهشماری هجری قمری است. اول محرم این سال برابر با بیست و سوم نوامبر سال ۱۰۹۹ میلادی است.